# 麻衣阿
麻衣阿（まいあ、1987年10月13日 - ）は、一般社団法人SPOTLIGHT 理事長、MAIA STARSHIP 代表、KUMART.TOKYO【くまアート東京】オーナー、下北アートスタジオ オーナー、shibuya gallery Arc 元オーナー、渋谷ミクロ映画祭 主催、日本の女優、モデル、タレント、グラビアアイドル、コスプレイヤー、ディーラー、レースクイーン、声優、プロデューサー、キャスティング、ライター、演出家。東京都出身。中央大学文学部独文専攻卒業。⼤河ドラマやCM、映画に出演しつつ、20代からヒット舞台やイベントの主催を⼿掛ける、プロデューサーアイドル、「プロドル」として注⽬。愛称はまいあP、P、まいあっぴ。

## 来歴
父親がドイツで会社を経営していた為、幼少期をヨーロッパで過ごす。母方は都内地主。
小学１年生の時にオペラ公演に出演、小学５年生の時にバレエ公演に出演。約20年にわたりクラシックバレエを習う。（谷桃子バレエ団、団長で名誉顧問の赤城圭が親戚にあたる）
高校時代にティーン雑誌「SEVENTEEN」のセレブ読者モデルとして注目を浴びる。都内有数のお嬢様学校に通っていたこともあり、雑誌やテレビ番組から美男美女の学生キャスティングを依頼された。
高校２年生でシンデレラオーディションに合格し、アリーナミュージックに所属。
同事務所を辞めたのち、BESIDE、K-Station、劇団ひまわり、ミナクルカンパニーを経て2016年に独立。（独立前は「梅谷麻衣阿」名義で活動。）
声の仕事に関心があり、SSPやCUVEと業務提携をしていた。
家出常習犯で、学生時代に捜索願を３回出されている。子どもの頃に赤ペン先生の金シールと交換した簡易テントで、野宿しながら高校に通学。大学３年の春休みにそのまま国外へ逃亡したことがある。
株式会社Cygamesでは、プランナー兼シナリオライターとして勤務。退職後はフリーライターとして活動。のちに、日刊SPA!やwith onlineなどのライターをつとめる。
2016年にMAIA STARSHIPを立ち上げ、芸能事務所として稼働。また、イベントや公演の主催・演出、イメージビデオや写真集の企画・制作・監修・出版含め、これまでに100企画以上を実施。
2016年〜2018年 shibuya gallery Arc 経営。
2021年11月一般社団法人SPOTLIGHT設立。
2023年7月KUMART.TOKYO【くまアート東京】開業。
2024年3月、松浦麻里奈、鳥海かう、八反美咲、さくらこと共に『男の青汁 7代目イメージガール』に就任。
2024年7月下北アートスタジオ開業。

## 出演

### テレビ
- 「愛のお悩み解決！シアワセ結婚相談所」（日本テレビ）
- 「エチカの鏡」（2010年、フジテレビ）
- 「新参者」第1話（2010年、TBSテレビ）ヘアメイクモデル（スチール出演）
- 「99年の愛～JAPANESE AMERICANS～」（2010年、TBSテレビ）- 夏木の妻 役
- 「イタリア特番」TVスポット（2011年、NHK BSプレミアム）
- 「新選組血風録」第10話（2011年、NHK BSプレミアム BS時代劇）- 近藤勇の侍女 役
- 「踊る!さんま御殿!!」#422（2011年、日本テレビ） - 主人公役
- 「シャキーン!」（2011年6月30日放送、NHK Eテレ）
- 「ザ・今夜はヒストリー」（2011年、TBSテレビ）-ヒロイン お龍 役
- 「ドラクロワ〜ドラマチックな苦労話」S2#17 運命の出会いSPパート２（2012年1月20日放送、NHK）-ヒロイン 岡信子 役
- 「ドラクロワ〜ドラマチックな苦労話」幸せ婚活スペシャル（2012年4月20日放送、NHK）-主人公 キム・スーリン 役
- 「恋愛検定」エンディング映像（2012年、NHK BSプレミアム）
- 「平清盛」第8回 - 第12回（2012年、NHK 大河ドラマ）- 清盛の侍女 役
- 「ドラクロワ〜ドラマチックな苦労話」思い出の８ミリフィルムSP（2013年2月15日放送、NHK）-主人公 あき子 役
- 「ためしてガッテン」（2013年3月6日放送、NHK）
- 「ダーウィンが来た！」（2013年3月17日放送、NHK）-寝袋モデル
- 「ギャクテン教室！」（2013年、NHK）-ツアーガイド役
- 「軍師官兵衛」（2014年、NHK 大河ドラマ）- レギュラー侍女
- 「総合診療医ドクターG」（2014年、NHK）
- 「素敵な選TAXI」第５話（2014年、フジテレビ）- 婚活パーティー客 役
- 「お願い！ランキング」（2018年、テレビ朝日）
- 「＃音バカ」（2018年、TOKYO MX）
- 「内村さまぁ〜ず」（2018年、TOKYO MX）
- 「マツコ会議」（2019年、Hulu）
- 「ZIP!」（2023年、日本テレビ）
- 「激レアさんを連れてきた。」（2023年、テレビ朝日）

### 映画
- 「僕等のセンチュリー」（2013年）- 主演 渡辺まりあ 役[3]
  - デジタルハリウッド大学 2013年度 優秀作品
  - 「DIGITAL FRONTIER GRAND PRIX 2014」グランプリ/ベストストーリー賞
- 「mint」（2014年、田港栄輝監督）- 静香 役
  - 第一回中野新人監督映画祭コンペティション部門ノミネート
- 「誰もわかってくれない」（2015年）- 春菜 役
- 「続・僕等のセンチュリー」（2015年）- 主演 渡辺まりあ 役
- 「夢に向かう」（2015年、小西善仁監督）- 邦恵 役
  - 10代の映画祭ノミネート
- 「優しい嘘」（2015年）- 主演 鈴木渚 役
  - 第三回八王子ショートフィルム映画祭 学生部門 グランプリ
- 「ドラゴン危機一発  Retribution」- ヒロイン 香 役
  - 第10回オイド短編映画祭 特別賞[4]
  - 福岡インディペンデント映画祭ノミネート
- 「終末の獣たち」（2018年、佐々木優大監督）- アカリ/ヒカネ 役[5]
- 「解」（2018年、佐々木優大監督）- 咲 役
- 「あかいさんち」（2018年） - 向井アズサ 役
- 「フラミンゴミルク」（2020年）- 主演 マユ 役[6]
  - 第一回ヤンサンアカデミー賞 エントリー

### CM
- Iwataniウォーターサーバー「富士の湧き水」TV-CM （2010年）
- エバラ食品「蒸し鍋のタレ」webムービー
- Suumo「ルフォン不動前」webムービー - お母さん役
- ABC-MART TV-CM （2011年）
- JAバンク「犯人はリス篇」WEB-CM（2013年）
- T-fal「アクティフライ」VP（2014年）
- Shufoo! TV-CM メイン（2015年）
- PIAA「エアコンフィルターコンフォートプレミアム」PV（2017年）
- フジカ濾過水機株式会社「フジカはどんな会社？」メイン（2017年）
- 「AYURA」RHYTHM CONCENTRATE【豌豆公主(ワンドゥ)中国向け越境EC】内PV（2017年）
- 「AYURA」BALANCING PRIMER【豌豆公主(ワンドゥ)中国向け越境EC】内PV（2018年）
- 「I MEN TOKYO」PV メイン（2018年）
- キリン零ICHI「対決！零ICHI！アヒージョ」篇（2018年）
- 野村不動産アーバンネット「2019年 ブランドメッセージ動画」（2019年）
- ペアーズエンゲージ（2021年）メインコンシェルジュ 役

### CF
- DHC広告･バナー･メイクモデル
- NHK「ためしてガッテン」700回放送記念 ポスター&番宣VTR - お姉さん役
- ラ・フォレスタ・ディ・マニフィカ ウェディングモデル（HP・WEBゼクシィ）
- Jエステティックパンフレット・web広告
- 「JAF MATE 2017 12」裏表紙 手タレ
- 株式会社マーナ「連打ローラー」商品モデル
- 株式会社マーナ「おやすみ前の背中ピロー」商品モデル
- 株式会社マーナ「背中も洗えるシャボンボール」使用モデル
- 飛鳥新社「潤う力」鈴木貴恵著 山下真理子監修（2018年出版）
- クレールブライダルフォトスタジオ 甘泉園公園 和装モデル・Instagram投稿・インスタ広告
- YOSEIDO Instagramモデル
- 東芝【合わせ炊き】（炊飯器）・【石窯ドーム】（電子レンジ） 手タレ（2019年2号カタログ）
- 「ペアーズエンゲージ」（2019年〜）メインコンシェルジュ 役
- 東芝 スチームアイロン 手タレ（2019年2号カタログ・表紙&本編）
- 「Miale（ミアレ）」着用モデル
- ESキッチン株式会社「ESキッチン」HP・パンフレットモデル・YouTube メインモデル
- クリニカルサロン「シーズ・ラボ」広告モデル
- 砂山靴下「口の軽い女 」パッケージ・着用モデル
- 砂山靴下「radar かかと消しゴム」パッケージ・使用モデル
- 砂山靴下「まるでストッキングを履いたようなくつした 」新パッケージ・着用モデル
- 東芝 電子レンジ 手タレ（2020年2号カタログ）
- 飛馬日本 着用モデル
- Roland 電子ピアノ「KIYOLA」使用モデル・Instagram投稿
- 花王ビオレ「泡クリームメイク落とし」メインビジュアル（手タレ）
- 花王ビオレ「クリアふきとりシート」メイン&パッケージ（手タレ）
- 砂山靴下「そよ風マスク 涼し〜の」 着用モデル
- tokyo tokyo "always surprising" ポスター（2021年東京オリンピック）
- 砂山靴下「優雅にまとう女優スカーフ」着用モデル
- KOWA「三次元マスク」海外版 メインキャスト
- Ploom TECH+with 数量限定モデル 広告（手タレ）
- 株式会社マーナ「ボディブラシ曲柄（馬下）」使用モデル
- 株式会社マーナ「お風呂のスリッパ」使用モデル
- 花王ピュオーラ「極薄減圧フィット」広告モデル（手タレ）
- 花王ピュオーラ「長時間殺菌コート」広告モデル（手タレ）
- 株式会社マーナ「背中も洗えるシャボンボール アッシュ」使用モデル
- 花王ピュオーラ「ピュオーラ36500シリーズ」パッケージ・広告モデル（手タレ）

### MV
- OUTER-TRIBE「WEDDING SONG」
- SMAP「We are SMAP!」ライブ内映像

### 舞台・オペラ・ミュージカル
- オペラ「CARMINA BURANA」〜PARTHENON TAMA 10th Anniversary〜　子どもコーラス出演
- 第5回多摩市民バレエ公演「くるみ割り人形」- クララの友人 役
- 劇団ひまわり主催ダンス公演「DANCE CONNECTION」（2009年～2013年公演）
- オペラ「カルメン」（2010年6月7月、新国立劇場）- マヌエリータ 役、その他助演
- 「カラフル」（2010年12月7日 - 12日、シアター代官山）- 母 役
- 芸道五十周年記念 北島三郎特別公演（2011年3月8日 - 3月28日、日生劇場）- 祭り娘 役
- 「蒼い妖精とピノッキオ」（2012年7月5日 - 8日、あうるすぽっと） - ピノッキオ旅団[7]
- 「カラフル」（2013年9月7日 - 8日、さいたまプラザイースト 9月13日 - 14日、船橋市民文化ホール）- 電車の乗客 役
- ミュージカル「POST」（2013年11月22日 - 12月8日、シアター代官山）- マジョリーナA 役
- 「鞦韆－しあわせのおとこ－」（2014年8月15日 - 17日、相鉄本多劇場）- 神近市子 役
- 「わたしの、領分。」（2015年8月11日 - 16日、シアター風姿花伝）- A母 役
- 「MEIDO IN HEAVEN」（2015年9月8日 - 14 日、劇場MOMO）- みゆき 役
- 「メロスなんて大嫌い」（2015年11月28日 - 12月6日、上板橋グリーンドア）- ヒロイン 矢代冴子 役 / 坂東医師 役
- 朗読ライブ「 one time of jewel Vol.44 A Kiss of Sniper season 2」- ナレーション 役
- 「メランコリックフュージョン」（2016年6月10日 - 12日、Live Art in赤坂）- 麻倉清恵 役
- 舞台版「サトラレ」（2018年2月28日 - 3月4日、ALTA THEATER）- サトラレ対策委員会 池田局長 役
- ベニバラ兎団「異母姉妹」（2022年9月14日 - 9月18日、本多劇場グループ 小劇場B1）日替わりゲスト

### パチンコ・スロット映像
- 「CR呪怨」（2013年、藤商事）- 有乃 役
- 「スロット呪怨」（2017年、藤商事）- 有乃 役
- 「Pスーパー海物語 IN JAPAN2」（2019年、SANYO）- 大うちわ 役

### 声優
- 「ロガの椅子IV」第6脚 - アプロディーテ 役 / 第17･18脚 - ナリア 役
- ボイスドラマCD「ラビベリー」第三弾 - ラビベリー 役 / 第四弾 - ナレータープリモ 役

### MC
- RCネオフェスタ2008（東京ビッグサイト）- 子ども模型飛行機教室MC
- 興商スプリングフェスタ2009（トレッサ横浜）
- RCネオフェスタ2009（幕張メッセ）
- 2010JRスーパーフライトショー
- saitoエンジンフェスティバル2010
- 第2回東庄RCフェスティバル
- 第六回全日本学生室内飛行ロボットコンテスト（東京工科大学）
- PastoraleSymphonicBand 定期演奏会（2013年 - 2016年）司会
- PastoraleSymphonicBand ニューイヤーコンサート（2016年 - 2017年）司会
- ユニオンテック株式会社「TEAM SUSTINA」イベント（2017年 - 2018年）関東圏司会
- KAJINO NIGHT TWIN（2017年）司会

### イベント
- インテル「定期メディアプレゼンテーション」 - OL役
- オイド短編映画祭「オヤジ,Loves,CINEMA」（2018年）トークセッション
- 第7回南房総さざなみ復活祭（2021年）トークセッション
- PKチャンピオンシップ（2021年）R1ガール
- JAPAN COLLECTION 2023 BEST OF MODEL（2023年）ゲストモデル
- PARIS FASHION WEEK SS24/FW25（2023年-2025年）モデル

### インターネットラジオ
- 「K-STATION」
- 「アニメスタイルside-O」（オリコンラジオ）２週目アシスタント
- 「コメ揺らし」#28（2017年、ニコニコ生放送、FRESH LIVE）[8]
- 「HAPPY STAGE」（2017年-2018年、渋谷クロスFM）
- 「麻衣阿Pとアートであそぼ♡」（2017年-2018年、マシェバラ）[9]
- 「美女ハウス 定例ミーティング」（2020年、Zoom）
- 「美東澪のみおつくし」（2022年、鳥越アズーリ）ゲスト出演

### DVD
- 「心霊廃拒2」
- 「潜入捜査官〜妖しき罠〜」

### イメージビデオ
- 【VR】トライアル版 apartment Days！ 麻衣阿
- 【VR】act1 apartment Days！ 麻衣阿
- 【VR】act2 apartment Days！ 麻衣阿
- 【VR】モテ期の晩餐 グラドル編 麻衣阿
- 【VR】モテ期の晩餐 グラドル編 麻衣阿 齊藤ディアーナ美弥子 柚木彩見 宮藤あどね
- 【VR】いつもと違う場所で 麻衣阿[10]
- 【VR】EXHI‘BIJO’N-エキシ美女ン- 麻衣阿〈魍魎彼女〉
- 【VR】EXHI‘BIJO’N-エキシ美女ン- 麻衣阿〈水棲彼女〉

### 雑誌
- SEVENTEEN 読者モデル
- PINKY 読者モデル
- Jエステティック会報誌「Orange J-CLUB 」
- 車雑誌「VIP STYLE 」ピアドル 記事（2020年4月号）
- フリーマガジン「あきかる」 vol.36「冬コミで見つけたかわいいコスプレイヤー20選」[11]
- 芸文社「カミオン」ピアドル記事（2021年9月号）
- 光文社「FLASH」ピアドル記事（2021年11月2日号）
- ダイアプレス「実録ジョーカー」ピアドル記事（2022年3月号）
- 芸文社「カスタムCAR」ピアドル記事（2022年3月号）
- 一水社「50代からの男のゴラク」ピアドル記事（2022年4月号）
- 辰巳出版「実話ローレンス」（2022年7月号）
- 辰巳出版「実話ローレンス」（2022年10月号）
- 芸文社「カミオン」ピアドル記事（2022年11月号）
- 一水社「50代からの男のゴラク」ピアドル記事（2022年12月号）
- 辰巳出版「実話ローレンス」（2023年1月号）
- 光文社「FLASH」ピアドル記事（2023年1月31日号）
- 辰巳出版「実話ローレンス」（2023年4月号）
- 芸文社「カスタムCAR」ピアドル記事（2023年5月号）
- 芸文社「カミオン」ピアドル記事（2023年6月号）
- 一水社「50代からの男のゴラク」ピアドル記事（2023年6月号）
- 辰巳出版「実話ローレンス」（2023年7月号）
- インテルフィン「芸能お宝最新特報BUZOOOOON!! vol.12」（2023年5月26日売）
- 一水社「50代からの男のゴラク」ピアドル記事（2023年8月号）
- 芸文社「カスタムCAR」ピアドル記事（2023年8月号）
- インテルフィン「芸能お宝最新特報BUZOOOOON!! vol.13」（2023年7月26日売）
- 芸文社「カスタムCAR」ピアドル記事（2023年10月号）
- 芸文社「カスタムCAR」ピアドル記事（2023年11月号）

### 写真集
- 女優幻想館-モノトーン パラダイス-
- 女優絶佳
- ねこグラ！
- 女優展
- 女優水族館
- 鍼灸ぐらびあ
- デジリリ 麻衣阿
- HANAASOBI
- ソソグラビア
- 女優風呂
- 女優バレリーナ
- 女優サイボーグ
- 女優スナップ
- 女優マーメイド
- 女優KINBAKU
- MISS NOBLE QUEEN 2022 MAIA
- MISS NOBLE QUEEN 2022

### その他
- 専門学校東京ビジュアルアーツ自主制作ドラマ「スクエア」- 不二峰子 役
- SS社員教材VP「SSの安全・安心サービス」- 客・エリカ 役
- 消費者庁VP「公益通報者保護法について」- 部下 役（メイン）
- ハクビ各種きものショーモデル
- Winker公式アカウント
- スポーツクラブNAS 2016イメージモデルコンテスト ファイナリスト
- 第８回「ミスヤングチャンピオン」ファイナリスト第６位[12]
- Pococha公式アカウント
- ミスブライダル認定ブライダルアンバサダー
- 週末モデル Spring Party ゆうこすさんが選ぶ「今年バズる人は君だ！」コンテスト ファイナリスト
- 「TIRTIR」EXITプロデュース新商品発表記者会見 クレンジングモデル[13]
- BASE FOOD アンバサダー
- テクノファイブ株式会社 演習用会議映像
- 「第14回年収オークション」インフルエンサー枠（2023年、Youtube）
- 「トモハッピー」公式チャンネル【伝説のおじさんvs最強小学生】（2024年、Youtube）
- 「クレイジードリーマー」（2025年、Youtube）

## 受賞歴
- 「きものクイーンコンテスト2009」パフォーマンス賞（2009年、浅草公会堂）
- 「ミス・はちみつクイーンコンテスト」初代グランプリ[14][15]（2013年）
- 「ミスブライダルモデルグランプリ2016」最優秀スチール賞（2017年、八芳園）
- 「ジャパンファッションモデルグランプリ」BEST10・SNSいいね賞・ノアル春夏モデル（2019年、渋谷ストリームホール）
- 「Ms.VENUS AWARD 2022」初代グランプリ（2022年）
- 「ミスビビアナジャパン2023」ミスソーシャルメディア・ミスFP受賞　ミスタレントBEST4（2023年、浅草公会堂）
- 「ミスジャパンノーブルクイーン2022 インターナショナルコンテスト」ミスノーブルクイーン2022（2023年、ペニンシュラ東京）
- 「7代目 男の青汁イメージガール」オーディション 2位、7代目男の青汁イメージガール

## 検定・資格
- 実用英語技能検定2級
- 日本漢字能力検定準2級
- 実用数学技能検定3級
- ドイツ語技能検定3級
- RAD Intermediate（Merit）
- 片付け収納スペシャリスト
- メンタルヘルス・スペシャリスト
- アンガーバランス・マネジメント
- 食品衛生責任者
- マインドフルネスコンサルタント
- 睡眠コンサルタント
- 在宅ワークスペシャリスト
- 腸育コンシェルジュ
- 風水＆パワーストーンコンサルタント
- 心理カウンセリングスペシャリスト
- ペット看護＆セラピーエキスパート
- スキンケアスペシャリスト
- 日本茶スペシャリスト
- アーユルヴェーダマイスター
- ヨガインストラクター
- 心理＆WEBカラーセラピスト
- 整体＆セラピースペシャリスト
- お掃除プロフェッショナル
- メンタルトレーニングスペシャリスト
- キャリアカウンセラー
- サウナエキスパート
- チャイルドコーチングマイスター
- モンテッソーリトレーナー
- アイシングクッキーマイスター

## 審査員
- 渋谷ミクロ映画祭（2018年〜）
- ミスジャパンノーブルクイーン2021 インターナショナルコンテスト（2021年、ペニンシュラ東京）
- 実話ローレンス「神ワイフグランプリ」 （2022年〜）
- Next Girls 4th Collection（2023年、渋谷ストリームホール）
- Miss Viviana Japan 2024（2024年、浅草公会堂）

## 演出
- ダンス公演「Dreamin' Dancin'」（2016年9月16日 - 18日、王子ベースメントモンスター）
- 朗読劇「いやなんです あなたのいってしまふのが −智恵子抄より」（2018年1月15日 - 21日、shibuya gallery Arc）
- FASHION × STAGE = Fastagion!!! 舞台「楽屋ー流れ去るものはやがてなつかしきー」（2018年10月17日 - 21日、かもめ座）[16]

## 主催
- 女優展[17][18]
- 女優水族館
- 俳優展
- ダンス公演「Dreamin' Dancin'」（2016年9月16日 - 18日、王子ベースメントモンスター）
- 女優俳優幻想館
- 碧輝うろこ×女優俳優切り絵展
- 女優風呂
- 舞台「月喰マスカレイド prism waltz」（2016年12月15日 - 18日、王子ベースメントモンスター）
- 女優幻想館
- 女優とふくろうの森
- 女優×ロープアート
- 猫と私の素敵な休日
- 女優舟
- MAIA 30th BIRTHDAY EVENT
- 宣材写真撮影・プロフィール制作・キャスティング登録会
- 朗読劇「いやなんです あなたのいってしまふのが −智恵子抄より」（2018年1月15日 - 21日、shibuya gallery Arc）
- 女優絶佳 drawing by ふせでぃ
- ねこグラ！
- 女優リムジン
- 女優旅
- 渋谷ミクロ映画祭
- MEN'S ねこグラ！
- 俳優絶佳 art of CHiNPAN
- FASHION × STAGE = Fastagion!!! 舞台「楽屋ー流れ去るものはやがてなつかしきー」（2018年10月17日 - 21日、かもめ座）[16]
- 女優メルヘン
- ビンテージ着物撮影会
- SAKUPARTY
- 写真展「EXHI“BIJO”N+女優展」
- 女優3D
- MAIA 32th BIRTHDAY LABO
- 美女カメラわーくしょっぷ
- ビンテージ着物ツアー
- MARINA'S KITCHEN
- サイボーグ撮影会「女優サイボーグ」
- BIRTHDAYNAKED
- きらりんわーるど撮影会
- マスクは表現者を救うプロジェクト
- 美女ハウス 定例ミーティング
- コスプレ撮影会「秋コミ limited.」
- MAIA STARSHIP 5th ANNIVERSARY
- 女優紅茶
- 人魚撮影会「女優マーメイド」
- バレリーナ撮影会「女優バレリーナ」
- 1日カジノイベント（企画・制作）
- ストリートスナップ撮影会「女優スナップ」
- 緊縛撮影会「女優緊縛」
- 実話ローレンス「神ワイフグランプリ」
- 猫メイク撮影会「女優CATS」
- ホテル撮影会「女優ホテル」
- ゴルフ撮影会「女優ゴルフ」
- サウナ撮影&オフ会「女優サウナ」

## 制作・出版

### イメージビデオ
- 【VR】EXHI‘BIJO’N-エキシ美女ン- 白石みずほ〈水棲彼女〉
- 【VR】EXHI‘BIJO’N-エキシ美女ン- 若木萌〈魍魎彼女〉
- 【VR】EXHI‘BIJO’N-エキシ美女ン- 佐倉仁菜〈魍魎彼女〉
- 【VR】EXHI‘BIJO’N-エキシ美女ン- 若木萌〈水棲彼女〉
- 【VR】EXHI‘BIJO’N-エキシ美女ン- 白石みずほ〈魍魎彼女〉
- 【VR】EXHI‘BIJO’N-エキシ美女ン- 佐倉仁菜〈水棲彼女〉
- 【VR】EXHI‘BIJO’N-エキシ美女ン- 佐藤まりな〈魍魎彼女〉
- 【VR】EXHI‘BIJO’N-エキシ美女ン- 中川美樹〈魍魎彼女〉
- 【VR】EXHI‘BIJO’N-エキシ美女ン- 佐藤まりな〈水棲彼女〉
- 【VR】EXHI‘BIJO’N-エキシ美女ン- 麻衣阿〈魍魎彼女〉
- 【VR】EXHI‘BIJO’N-エキシ美女ン- 中川美樹〈水棲彼女〉
- 【VR】EXHI‘BIJO’N-エキシ美女ン- 麻衣阿〈水棲彼女〉
- 麻衣阿 in 猫ランド
- 女優風呂
- ピアドル新年会
- 女優バレリーナ
- 女優サイボーグ
- 女優マーメイド
- 神ワイフグランプリ
- 女優CATS

### 写真集
- 女優幻想館-モノトーン パラダイス-
- 女優絶佳
- ねこグラ！
- 俳優絶佳
- MEN'S ねこグラ！
- 女優展（限定盤）
- EXHI‘BIJO’N -エキシ美女ン-（限定盤）

### デジタル写真集
- EXHI‘BIJO’N -エキシ美女ン-
- 女優展
- 女優水族館
- 鍼灸ぐらびあ
- デジリリ 宇沙木ゆき
- デジリリ 若木萌
- デジリリ 佐藤まりな
- デジリリ 湯島ちょこ
- デジリリ 麻衣阿
- HANAASOBI
- ソソグラビア
- グラビ＠シリーズ 麻衣阿プロデュース
- グラビ＠シリーズ 麻衣阿プロデュース 宮澤正明撮影
- MISS NOBLE QUEEN 2022 シリーズ
- 神ワイフグランプリ シリーズ

### Vtuber
- 寝琴すたあ

### 広告デザイン
- カーコーティング「Duke」（2023年、雑誌カスタムCAR、週刊誌FRIDAY掲載）
- HOTEL SARA GROUP「SARA GRANDE 五反田」× MAIA STARSHIP「女優ホテル」イベント（2023年、デイリースポーツ）

## 執筆
- 株式会社Cygames「神撃のバハムート」シナリオライター
- 株式会社Cygames「ナイツオブグローリー」メインシナリオライター
- dot yell web 外部ライター
- ミモレ編集室 第７期メンバー
- 講談社『with online』共働きTIPSライター・withLabエディター
- foomii 発行者
- 辰巳出版『実話ローレンス』「楽屋裏ガールズトーク」連載
- 扶桑社『日刊SPA!』ライター
- GameWith ライター
- eスポーツニュースジャパン『eスポ』ライター